# 生命值

這是一個「生命條」，用以表示一個物體的健康程度。在這個範例中，角色的最大生命值是100，現在的生命值是39。

生命值（英文：Hit Points或Health Points，缩写HP，亦稱Life Points），也俗称血量，是电子游戏中代表角色单位生命力/存在/耐久度的量化显示。當一個角色被攻擊，或是受環境（例如誤中陷阱或由高處掉落）所影響，一定數值的點數就會自其HP中所扣減。在生命值降低到0以后，角色会无法战斗；当全部角色生命值归零以后，通常游戏会结束（少数剧情要求必败的战斗例外）。因此，玩家需要用回复物品或者治疗法术来维持角色生命值在一个合适的高度。生命值的上限通常会随着角色等级的提升而提升，而一些游戏里角色可以装备可提升生命值上限的装备。在很多RPG中，在旅馆裡休息一夜，会将生命值补满。

## 桌上角色扮演遊戲中的生命值
在一些桌上角色扮演遊戲，例如龍与地下城，一個玩家的生命值由其角色等級所決定，而一隻怪物的生命值則由生命骰子所決定。當玩家的體質點數越高，所被分配的生命值就會越高。當角色的生命值被降至0，則該角色被視為死亡或無行動能力。
在最近的版本中，角色的生命值為降為0並不視為死亡，而是被視為進入昏迷狀態。不過昏迷狀態下，生命值依舊會被扣至負一至負十，代表角色受到致命的創傷，現正處於瀕死狀態。至當生命值被扣至負十時，則該角色即被視為死亡。另外還有一種情況，視乎遊戲的規則而定，當角色被單次攻擊達50點以上，那麼角色會立即因為受到過大的傷害而直接死亡。不過這時玩家可立即投擲豁免骰，看看有沒有機會去避免傷害。如果擲骰後的判定結果是成功，那麼角色將會維持其現時所擁有的HP，反之則立即死亡。

## 生命條
生命條，又被華人玩家稱為血條或血Bar（因為其顏色通常是紅色），通常用來於電子遊戲上表示玩家的生命值。傳統上的生命條是水平的填滿顏色的矩形，如果角色受到傷害，則矩形中填有顏色的部份會向後退。有些遊戲會同時改變生命條的顏色，例如由綠轉黃，再由黃轉紅，代表不同階段的危急情況。當生命條變成全空（即生命值被降至0），則角色被擊倒，或是遊戲結束。
在少部份的遊戲，如果要在有限的生命值空間表現出一個BOSS敵人的強大生命值。則會使用不同顏色來區分BOSS敵人的生命值有幾條。
在一些格鬥遊戲，例如街頭霸王或拳皇，當角色被攻擊時，生命條不會立時退減，而是會先把要扣去的那段生命條填為紅色，然後那段填為紅色的生命條快速地後退。這種做法的好處是，玩家可以方便地估算出，多少生命值因為該次攻擊而遭扣減。
有些遊戲的生命條由一條條小直線組成，例如洛克人系列。每次角色被攻擊時，相應數量的直線會被扣減，直至歸零。
另外還有些遊戲的生命值會隨時間慢慢回復。在這些遊戲裡，角色通常不能承受很多次的攻擊，但是如果受到並未致死的傷害，那麼傷害將會慢慢的回復。這種生命值通常用於槍戰遊戲中。

## 基於圖示顯示的生命條
有些遊戲並非用傳統生命條來表示生命值，而會用基於圖示的生命條，例如波斯王子，或逆轉裁判一。在這些遊戲裡，生命值會被顯示成相應數量的圖示，通常是心形。每當受到傷害時，則相應個單位數的圖示被扣減。這個單位可以是一個圖示，亦可以是半個圖示。
另外還有一種生命值顯示方式，是以一個人體的圖像來表達，例如Deus EX。遊戲一開始的時候，那個人體的圖像整個都是綠色的，代表一切皆健康正常。當玩家開始受到傷害，則角色身體被攻擊的部份會改變人體圖像上相應部份的顏色，由綠變黃，由黃變橙，由橙變紅，到最後完全消失。身體不同的部位受伤（人體圖像上的相應地方消失時）時會導致不同的懲罰。當頭或身驅受重伤，則角色死亡；當手臂受伤，則武器命中率或傷害嚴重下降；當大腿受伤，則角色的移動速度下降。

## 增量生命值
在超音鼠遊戲系列，玩家在遊戲過程中會收集到很多環，這些環就是角色的生命值。每當角色受到傷害時，則玩家先前所收集的所有環將會全部由角色身體飛出，並散至四面八方。如果玩家速度夠快，則玩家可以立即將飛出的環收集回來。如果角色身上沒有任何環，則角色只要受到傷害就會立即被擊倒。這種系統不像傳統的生命值系統，因為收集再多的環也不會增加可以承受的攻擊數量，而只能為角色抵擋一次攻擊。不過在後期的系列，其生命值系統有所改變，每次被攻擊時只會損失一定數量的環，這代表環的數量可以決定玩家所能承受的攻擊。

## 百分比系統
在任天堂明星大亂鬥系列中，角色的生命值並不是用一般格鬥遊戲的生命條系統來表示，而是用一個百分比儀表，由0%開始計算。每當角色攻擊或是被敵人攻擊，則其百份比將會增加，反映所受到的傷害，而這個百分比可以超過100%。隨著百分比越來越高，角色將越來越容易被擊飛。當角色最後因為受攻擊而被擊飛出場景以後，角色的生命數（可以回到場景再戰的次數）將會被扣減。

## 遊戲王系列
在遊戲王系列中被稱為「決鬥者」的雙方玩家，在決鬥一開始時擁有8000分的生命值（LP）（原作與動畫版前期為2000，後期改為4000）。一般規則下，當生命值被扣至0時，該決鬥者就輸了。